# De/Vision
I De/Vision sono un gruppo musicale Synthpop tedesco.

## Storia dei De/Vision
Nascono nel 1988, come quartetto, dall'incontro di Thomas Adam, Steffen Keth, Stefan Blender e Markus Ganssert. La maggior parte dei testi della band è cantata in lingua inglese, mentre solo una minor parte in tedesco.
Dall'iniziale quartetto, la band è divenuta col tempo esclusivamente composta da Thomas Adam e Steffen Keth i quali collaborano con la Drakkar Records in Europa e con la Dancing Ferret Discs nel Nord America, producendo, a partire dal 1994, una media di un album studio e mezzo all'anno.

## Formazione

### Formazione attuale
- Thomas Adam (tastierista, cantante e autore dei testi)
- Steffen Keth (cantante, autore della musica)

### Ex componenti
- Markus Ganssert dal 1988 al 2000
- Stefan Blender dal 1988 al 1991

## Discografia

### Album studio
- World without End (1993)
- Unversed in Love (1995)
- Fairyland (1996)
- Monosex (1998)
- Void (1999)
- Two (2001)
- Devolution (2003)
- 6 Feet Underground (2004)
- Subkutan (2006)
- Noob (2007)
- popgefahr (2010)

### Re-release, compilation, remix e live
- Antiquity (1995)
- Zehn (1998)
- Fairylive (1997)
- Unplugged (2002)
- Remixed (2002)
- Live '95 & '96 (2002)
- Devolution Tour - Live (2003)
- Best Of De/Vision (2006)

### Singoli ed EP
- Addict (Subkutan) - 3:59
- Aimee - 4:43
- All I Ever Do - 5:52
- Anywhere - 5:26
- A Prayer - 4:59
- At Night - 4:02
- A Word In Season - 4:24
- Back In My Life - 4:21
- Bleed Me White - 4:28
- Blindness - 4:37
- Blue Moon - 4:30
- Boy On The Street -
- Call My Name -
- Can Feel The Drive - 4:17
- Circulate - 4:26
- Day Dreamin' - 3:25
- Deep Blue (Noob) -
- Deliver Me - 3:23
- Desertland - 4:41
- Death Of Me (Noob) -
- Digital Dream - 3:51
- Dinner Without Grace - 3:51
- Dress Me When I Bleed - 4:18
- Drifter - 4:06
- Drifting Sideways - 7:02
- Drowning Soul - 5:10
- Endlose Traeume - 3:50
- Escape The World - 4:32
- E-Shock (Subkutan) - 5:55
- Falling - 3:57
- Far Too Deep - 5:16
- Flavour Of The Week (Noob) -
- Foreigner - 5:15
- Freedom - 5:17
- Free From Cares - 5:17
- Get Over The Wall - 3:50
- Ghosttrain - 3:57
- Give In - 4:27
- Go Away (feat. Project Pitchfork) - 4:49
- God Is Blind - 4:17
- Green Eyed Monster - 3:31
- Harvester - 5:03
- Hear Me Calling - 3:25
- Heart Of Stone - 4:35
- Heart-Shaped Tumor - 5:59
- Heroine - 4:19
- Hope Won't Die - 5:36
- Hunters - 4:00
- I Am Not Dreaming Of You - 4:19
- If We Should Ignore This - 4:07
- I'm Not Enough - 5:05
- In Dir (Subkutan) - 5:47
- Into Another World - 3:44
- I Regret (Fairyland) - 3:37
- Keep Your Dreams Alive (Fairyland) - 3:44
- Klangmonaut - 5:10
- LH 3293 (feat. Marc Van Linden) - 4:19
- Life Is Suffering (Noob) -
- Like A Sea Of Flames - 4:31
- Like The Sun (Fairyland) - 4:13
- Lonely Day - 4:35
- Lost In You - 4:14
- Love Me Again - 4:31
- Love Will Find A Way -
- Mary Jane - 3:52
- Miss You More - 4:21
- Moments We Shared - 4:25
- Monosex - 3:14
- My Own Worst Enemy (Subkutan) - 5:57
- Obsolete (Noob) - 3:58
- Neptune - 4:31
- New Drug - 5:36
- Nine Lives (Noob) - :
- Not Made Of Gold (Subkutan) - 5:32
- No Tomorrow (Subkutan) - 6:25
- Obey Your Heart - 4:44
- Perfect Mind - 4:00
- Plight - :
- Re-invent Yourself - 5:00
- Remember - 4:21
- Ride On A Star - 4:29
- Right On Time - 4:56
- Sadness - 4:53
- Scars (Fairyland) - 3:43
- Self Deception - :
- See What I See (Noob) - :
- Shining (parte del progetto Green Court) - 3:07
- Shoreline - 3:12
- Silent Moan - 4:28
- Skip This Page - 4:12
- Slaves To Passion - 3:28
- Slum Child - 4:11
- Someone To Draw The Sword - 3:44
- Soul Keeper - 4:16
- Star Crossed Lovers (Subkutan) - 4:51
- State Of Mind - 5:46
- Still Unknown (Subkutan) - 5:00
- Strange Affection
- Subtronic (Subkutan) - 5:24
- Summer Sun (Subkutan) - 5:38
- Sweet Life (Fairyland) - 4:17
- Take (parte del progetto Green Court) - 3:31
- Take Me Over - 4:34
- Take Me To The Time - 5:27
- The Day Before Yesterday - 3:51
- The Day's Not Done - 6:13
- The End (Subkutan) - 5:19
- The Enemy Inside - 3:47
- The Far Side Of The Moon - 4:33
- The Gold Of The Poor - 3:45
- The Melody Of Your Face -
- The Real Thing - 3:55
- The Scenery Deludes - 3:27
- The Way You Treat Me - 4:43
- Time - 4:49
- Time Stands Still - 4:34
- To Be With You - 3:29
- Today's Life - 4:02
- Trancefiguration - 8:14
- Try To Forget - 5:22
- Turn Me On - 5:02
- Uncaring Machine - 5:14
- Unputdownable - 4:35
- Wages Of Sin (Fairyland) - 1:57
- What It Feels Like (Noob)
- What You Deserve (Noob)
- We Fly Tonight - 3:20
- We Might Be One For A Day - 4:36
- When The World Disappeared - 5:12
- When You Look Down To Me
- Wrench
- You Are The One - 6:04
- Your Hands On My Skin - 4:37
- You Say - 4:55

### DVD
- Unplugged And the Motion Pictures [PAL] (2003)
- Pictures of the Past [NTSC] (2003)